# Joeropsis schoelcheri
Joeropsis schoelcheri är en kräftdjursart som beskrevs av Mueller1993. Joeropsis schoelcheri ingår i släktet Joeropsis och familjen Joeropsididae. Inga underarter finns listade i Catalogue of Life.